# Радикальная Венстре
Радикальная Венстре (дат. Det Radikale Venstre) или Социал-либеральная партия — политическая партия в Дании социал-либеральной ориентации.

## История
Партия была основана в 1905 году антивоенным крылом партии Венстре. В 1909-10, 1913-20 (Карл Теодор Сахле) и 1968-71 годах (Хилмар Баунсгор) представители партии формировали правительство. В 1942-43 годах формальным премьер-министром Дании при немецкой оккупации был Эрик Скавениус. До 2001 года партия традиционно была третьей по численности в Фолькетинге и, таким образом, чаще других становилась младшим партнёром в правящих коалициях. Впоследствии, однако, это место заняла Датская народная партия. В 2007 году Андерс Самуэльсен и Насер Хадер вышли из партии и основали партию Либеральный альянс, которая успешно прошла в Фолькетинг следующего созыва.
В настоящее время Радикальная Венстре входит в возглавляемую Социал-демократической партией политическую коалицию «красный блок», в то время как оригинальная Венстре возглавляет «синий блок». Отмечается, что название «Радикальная» сегодня уже не отражает сущность партийной идеологии.
В феврале 2014 года министром иностранных дел в составе двухпартийного кабинета стал представитель Социал-либеральной партии Мартин Лидегор.

## Результаты на выборах

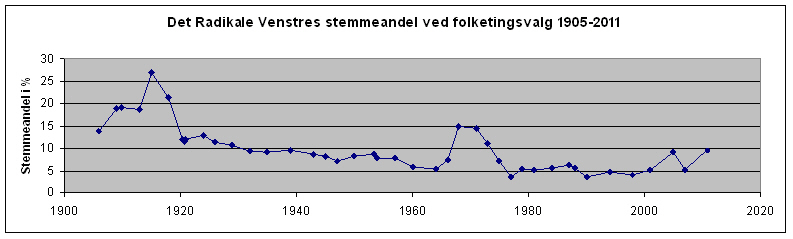
Количество депутатов в Фолькетинге за историю партии

По итогом последних парламентских выборов, состоявшихся в 2019 году, Радикальная Венстре набрала 8,6 % голосов, получив 16 мест в Фолькетинге. На прошлых выборах, в 2015 году, партия получила 4,6% голосов и 8 мест в Фолькетинге.
На выборах в Европарламент в 2019 году Радикальная Венстре получила 10,1 % голосов и 2 места из 14, отведённых Дании.

## Организационная структура
Радикальная Венстре состоит из секций (kommuneforening). Высший орган — национальная конференция (landsmøde), между национальными конференциями — главное правление (hovedbestyrelse).
Регионы
Регионы партии соответствуют регионам королевства. Высший орган региональной организации — региональная конференция (regionsforsamling), между региональными конференциями — региональное правление. 
Секции
Секции соответствуют коммунам. Высший орган секции — общее собрание секции (generalforsamlingen), между общими собраниями секции — правление секции (bestyrelse).
Смежные организации
Молодёжная организация — Радикальная молодёжь (Radikal Ungdom, RU).